# Masakr v Kafr Kasim
Masakr v Kafr Kasim se odehrál 29. října 1956 ve vesnici Kafr Kasim obývané izraelskými Araby. Izraelská hraniční policie během něj zabila 48 palestinských civilistů (19 mužů, 6 žen a 23 dětí). Toho dne ráno izraelské síly uvalily na vesnici noční zákaz vycházení kvůli vypuknutí války na Sinaji během suezské krize. Večer se skupina vesničanů vracela z práce do vesnice a o zákazu vycházení nevěděla. Izraelská hraniční policie je poté zmasakrovala.

## Průběh
V izraelské bezpečnostní strategii byli izraelští Arabové v letech 1949 až 1966 považováni za pátou kolonu (tj. bezpečnostní hrozbu). Dne 29. října 1956, v den vypuknutí suezské krize, Izrael rozhodl o tom, že ve všech arabských vesnicích v blízkosti tzv. zelené linie, tj. hranice s tehdy jordánským Západním břehem, začíná platit válečný zákaz vycházení. Izrael uvedl, že všichni Arabové, kteří budou v této době mimo domov, budou zastřeleni.
Původně měl zákaz vycházení platit od 21:00, ale následně byl rozkazem prodloužen již od 17:00. Nicméně tento rozkaz byl hraniční policii předán až v době, kdy byla část obyvatel dotčených vesnic již na polích a v jiných zaměstnáních. Mukhtár (starosta) Kafr Kasimu byl o posunu zákazu vycházení informován až toho dne odpoledne. V té době bylo mimo vesnici zhruba 400 obyvatel. Většině se podařilo předat informaci o změně času zákazu vycházení. Desítkám ale ne. Hraniční policie ubezpečila starostu, že se navracejícím se obyvatelům nic nestane. Když se ovšem zbývající vesničané večer (mezi 17:00 a 18:30) vraceli, došlo k sedmi různým střelbám ze strany hraniční policie, při kterých zemřelo 19 mužů, 6 žen a 23 dětí ve věku 7 až 17 let.
Jeden z přeživších masakru uvedl: „Mluvili jsme s nimi. Zeptali jsme se, zda chtějí naše průkazy. Oni, že ne. Najednou jeden z nich řekl: 'Sejměte je' – a zahájili na nás palbu jako povodeň.“
Jeden z izraelských hraničních policistů, Šalom Ofer, později uvedl: „Chovali jsme se jako Němci, automaticky, nemysleli jsme.“ Za masakr se ale nikdy neomluvil.
Zranění byli izraelskou hraniční policií ponecháni na místě. Příbuzní se k nim dostali až druhého dne ráno po skončení nočního zákazu vycházení. Mrtví byli pohřbeni v hromadném hrobě v blízké vesnici Džaldžulja.

## Důsledky

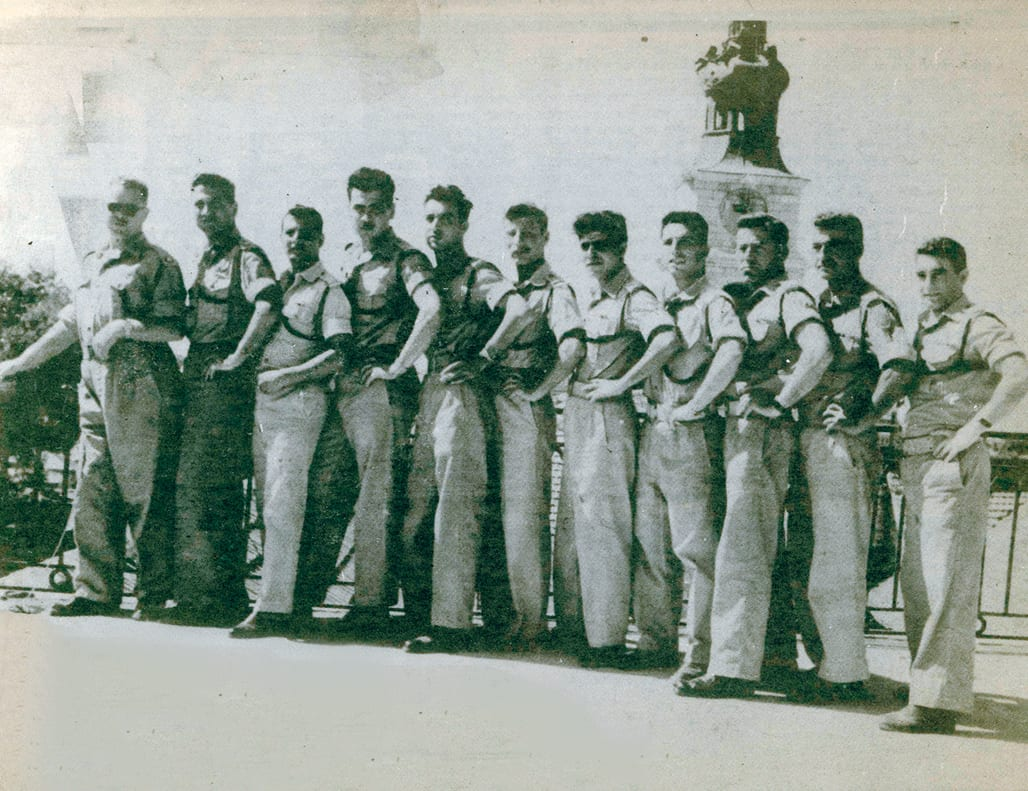
Jednotka jedenácti izraelských hraničních policistů odsouzených za masakr.

Válečná cenzura sice uvalila na masakr totální informační embargo, nicméně dvěma poslancům za komunistickou stranu, kterými byli Taufík Túbí a Me'ir Vilner, se podařilo v listopadu dostat do Kefr Kasimu a prošetřit zvěsti o masakru. Nicméně David Ben-Gurion dovolil uvolnit mediální embargo až po dvou měsících. Kolem vesnice Kefr Kasim byli několik měsíců rozmístění vojáci, aby zabránili vstupu novinářů.
Po protest veřejnosti bylo jedenáct členů izraelské hraniční policie, kteří se na masakru podíleli, postaveno před soud a odsouzeno k odnětí svobody na 7 až 17 let. Velitel jednotky byl odsouzen k zaplacení symbolické pokuty. Ačkoliv soud v rozsudku uvedl, že vydání rozkazu k palbě bylo porušením zákonu, většině odsouzeným byl později trest snížen, nebo dostali prezidentskou milost. Všichni odsouzení byli propuštěni nejpozději v listopadu 1959. Někteří z nich poté pokračovali v kariéře a jeden z odsouzených se stal velitelem Izraelského atomového centra Dimona. Soud také poprvé v izraelské historii rozhodl, že voják je povinen neuposlechnout nezákonný rozkaz. V důsledku masakru došlo k postupné změně postoje vůči izraelským Arabům a v roce 1966 byla zrušena jejich vojenská správa.
Jisachar Šadmi, důstojník jednotky, který byl za masakr také odsouzen, krátce před svou smrtí vypověděl, že jeho proces byl zmanipulovaný, aby ochránil politické vedení země, včetně premiéra Davida Ben Guriona. Soud měl být veden tak, aby byl masakr vykreslen coby čin jedné „zkažené jednotky“, a ne jako součást „zkažené politiky a velení ozbrojených sil“.

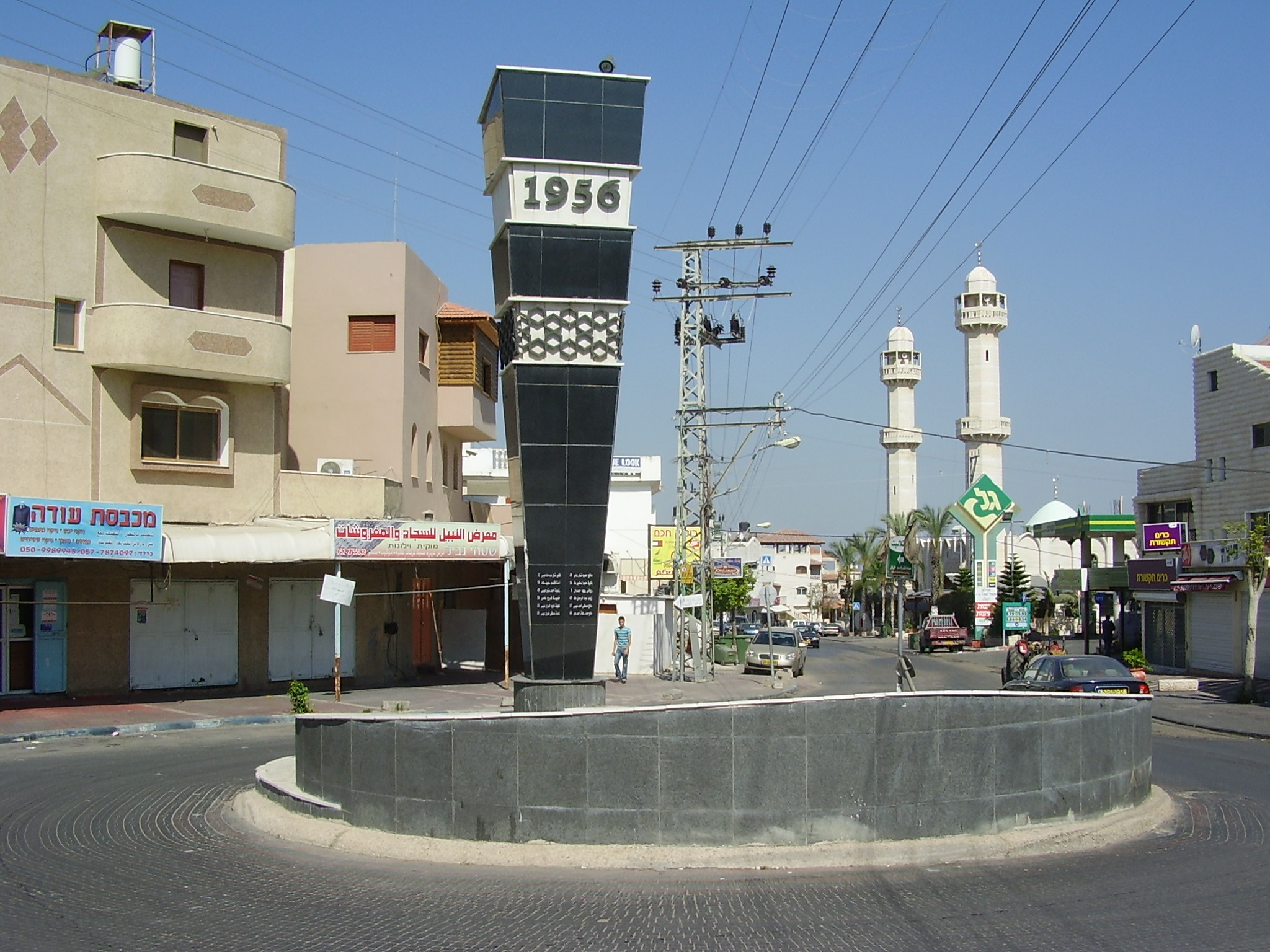
Památník masakru v Kafr Kasim.

V roce 2007 se izraelský prezident Šimon Peres za masakr oficiálně omluvil. Pozdější prezidenti Re'uven Rivlin a Jicchak Herzog se navíc účastnili připomínkové akce k masakru a také vůči němu vyjádřili lítost.
V roce 2021 izraelský Kneset odmítl návrh zákona, ve kterém by došlo k oficiálnímu uznání masakru.
V roce 2022 byly odtajněny záznamy z líčení soudu, které byly v utajeném režimu (cca třetina soudu). Podle novinářských zjištění si měl soud prostudovat plán operace Hafarperet (Krtek), jejímž cílem bylo vyhnat Araby z oblasti tzv. malého trojúhelníku u tehdejších jordánských hranic, pokud by Jordánsko vstoupilo na území Izraele. Plán měl vypracovat Avraham Tamir na pokyn Davida Ben Guriona. Celkovým cílem bylo vytlačit Araby do Jordánska.